# Мајоли (Бјела)
Мајоли је насеље у Италији у округу Бијела, региону Пијемонт.
Према процени из 2011. у насељу је живело 24 становника. Насеље се налази на надморској висини од 700 м.